# Сварка стали

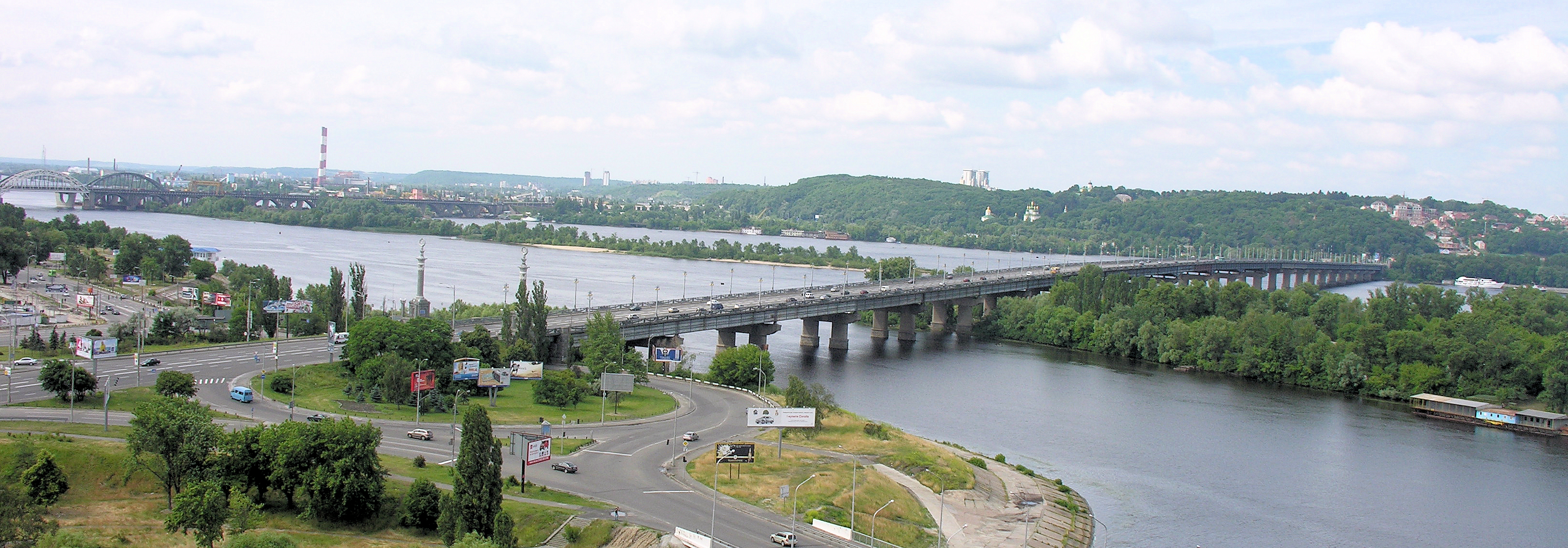
Мост Патона — первый в мире цельносварной стальной мост. Киев. 2008 год

Сва́рка ста́ли — сварка изделий из стали и её сплавов.
Свариваемость сталей зависит от содержания в ней углерода и других легирующих элементов. По свариваемости их делят на  хорошо сваривающиеся, удовлетворительно сваривающиеся, ограниченно сваривающиеся и плохо сваривающиеся.

## Особенности сварки

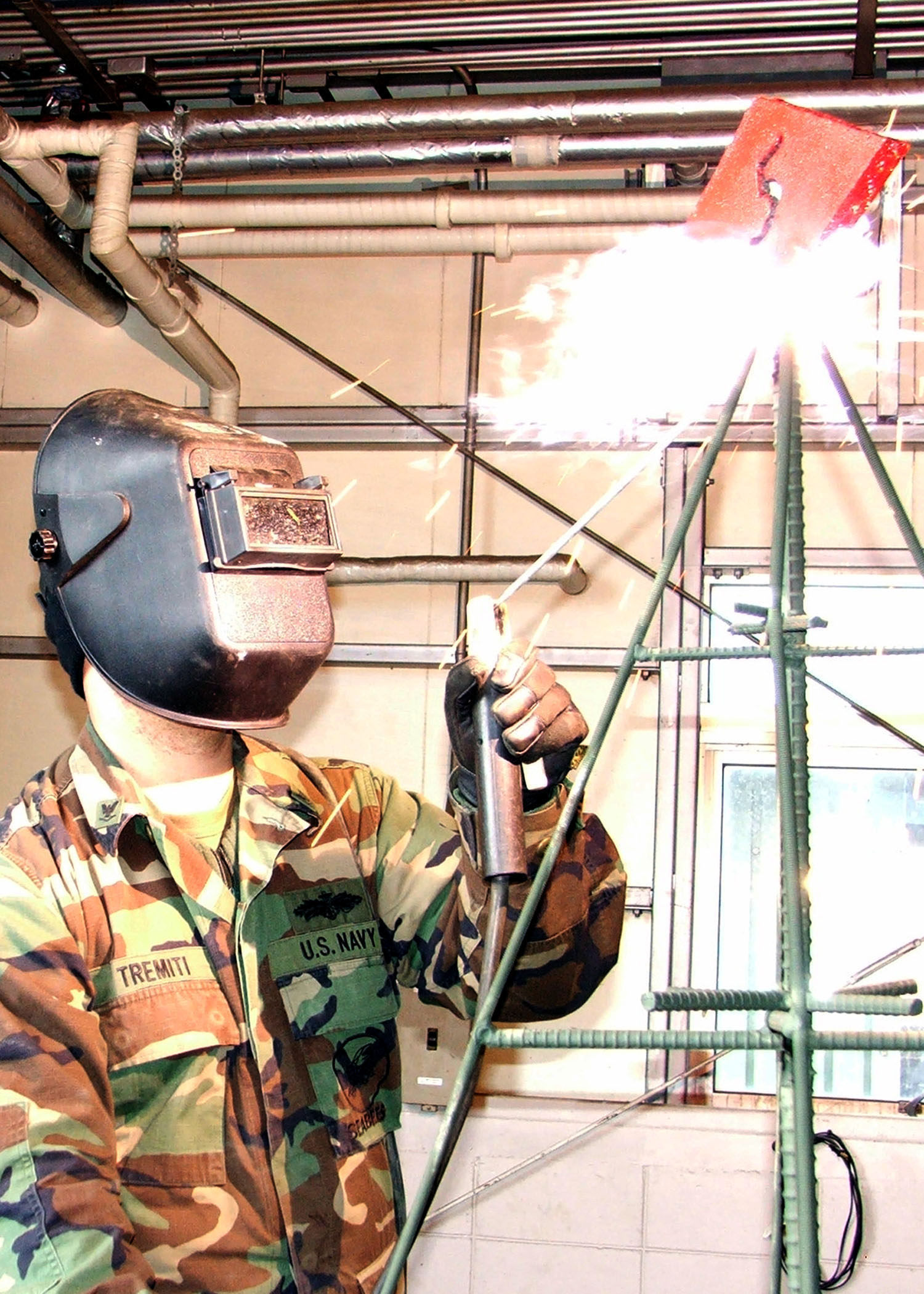
Сварка каркаса Новогодней ёлки из стальной арматуры в ВМС США

Перед проведением сварки высокоуглеродистых сталей проводится предварительный подогрев изделий до 600-650 °C и последующая их термообработка. Основные способы сварки этих сталей: стыковая, контактная, газовая и электродуговая. Сварка производится с применением флюса. Сварочный пруток выбирается с  составом, подобным основному металлу или из малоуглеродистой стали.
Разработаны методики сварки малоуглеродистых, низколегированных и высокоуглеродистых сталей, а также сварка разных видов сталей друг с другом и с другими металлами.
Аустенитные стали хорошо свариваются контактной сваркой на пониженных плотностях тока. 
Одна из основных трудностей при сварке сталей - предупреждение образования в швах и околошовной зоне горячих трещин. Металлу сварных швов этих сталей свойственны ячеисто-дендритные формы кристаллов. Это приводит к образованию больших столбчатых кристаллов и обогащению междендритных участков примесями. Для предупреждения образования применяют специальные методы.

## Разнородная сварка
Разнородными считаются стали, отличающиеся атомно-кристаллическим строением или принадлежащие к разным структурным классам (перлитные, ферритные, аустенитные), стали с однотипной решеткой, принадлежащие к различным группам по степени легирования (низколегированные, легированные, высоколегированные). 
При выборе режимов сварки разнородных сталей применяют высококонцентрированные источники тепла  - электронный луч, лазер, плазма, проводят разделку, выбирают режимы сварки с минимальной глубиной проплавления металла; при дуговой сварке в защитных газах должно быть интенсивное перемешивание металла ванны.
Разработана технология сварки перлитной и аустенитной стали, при которой проводится предварительная наплавка на перлитную  сталь аустенитного слоя, проводится предварительный подогрев с последующим отпуском для устранения закалки. Потом детали из перлитной стали с наплавленными кромками свариваются с аустенитной сталью. Выбирается режим сварки, оптимальный для последней аустенитной стали.
Для всех методов сварки разнородных сталей важно содержание водорода в сварочном шве, так как водород вызывает пористость швов и способствует развитию зародышей холодных трещин в закаленных зонах. Поэтому для сварки разнородных надо применять низководородистые электроды с покрытием, а также флюсы на фтористо-кальциевой основе.
Сварка стали с титаном проводится с выбором методов и режимов сварки, которые предотвращают или подавлялось образование хрупких интерметаллических фаз FeTi и Fe2Ti.